# لی جیائو (بازیکن تنیس روی میز)
لی جیائو (انگلیسی: Li Jiao؛ زادهٔ ۱۵ ژانویهٔ ۱۹۷۳) یک بازیکن تنیس روی میز اهل هلند است. 
وی در مسابقات کشوری و بین‌المللی در مجموع برنده ۶ مدال طلا، ۱ مدال برنز شده‌است.